# Christopher Nkunku
Christopher Alan Nkunku (Lagny-sur-Marne, 14 de novembro de 1997) é um futebolista francês que atua como atacante ou meia ofensivo. Atualmente defende o Chelsea.

## Carreira

### Paris Saint-Germain
O atleta começou sua carreira nas Categorias de Base do Paris Saint-Germain como um Meio-campista. Apesar de ter feito sua estreia na Fase de Grupos da Liga dos Campeões da UEFA de 2015–16, contra o Shakhtar Donetsk, o jogador só viria a ter alguma frequência na época seguinte.
Por conta da forte disputa com outros meio-campistas mais experientes, Christopher normalmente ficava no banco de reservas, sendo muito pouco utilizado durante a temporada de 2016–17. Apesar disso, nesse mesmo período, pôde balançar as redes duas vezes.
Seu primeiro gol aconteceu na primeira partida do clube na Copa da França de Futebol de 2016–17. Na ocasião, enfrentando o SC Bastia, o atleta ampliou o placar para 3 a 0 ao acertar um forte chute de fora da área. Dois meses depois, em março de 2017, viria a fazer o segundo gol na vitória de 2 a 1 diante o FC Lorient na Ligue 1.
Nas próximas duas temporadas, mesmo ainda sem se firmar entre os 11 titulares, Nkunku participou mais vezes, tendo superado a marca de 20 partidas pela Ligue 1 em ambas as vezes.
Sua passagem pelo PSG, ainda que não fosse muito marcada por jogos entre os titulares, foi recheada de títulos. Por três épocas, o atleta venceu a Ligue 1 três vezes, além de ter comemorado os troféus da Supercopa da França, Copa da Liga e Copa da França em outras diversas oportunidades.
Ainda que tenha vencido 9 títulos, Christopher só entrou em campo para disputar uma final de Copa três vezes: Em 2016 e 2018 para decisão da Supercopa, onde chegou a marcar um gol na última edição; e em 2019 na final diante o Stade Rennais, quando jogou por um minuto e perdeu o pênalti que culminou na vitória da equipe adversária.
| “                                                                                             | Você aprende a ganhar títulos no PSG, isso abre o apetite nesse sentido. É um grande clube, assina muitas estrelas, mas que pode fechar certos horizontes. Sou uma pessoa ambiciosa, mas minhas ambições têm limites. | ” |
| — Nkunku sobre vencer título com o PSG, mas não ter tantas oportunidades na equipe principal. | |   |

Após 78 partidas, 11 gols e quatro assistências no elenco de Paris, Christopher aceitou sair da equipe para rumar à outra liga. Na ocasião, o clube francês aceitou uma proposta de 15 milhões de Euros pela venda do jovem meio-campista.
Inicialmente, o jogador afirmou que a decisão de deixar a cidade em que ele estava há muitos anos foi algo difícil. Contudo, contou com o apoio de sua família na hora que optou por trocar a França pela Alemanha, em 2019:
| “                            | Não foi simples deixar Paris, porque toda a minha vida estava lá, mas tive o apoio da minha família e dos meus amigos. Então, foi um passo importante para que eu desenvolvesse a minha carreira, e agora estou realmente feliz de ter feito essa escolha e de estar aqui. | ” |
| — Nkunku sobre deixar Paris. | |   |

Anos depois, o jogador afirmou que não possuía arrependimentos ao deixar o clube da capital francesa:
| “                 | Não se faz carreira treinando apenas com bons jogadores. Não me arrependo de ter saído. Não sei como seria se eu tivesse ficado. Sou uma pessoa que vive o momento, que toma decisões e as assume, sejam elas boas ou ruins. Mas hoje estou feliz por ter tomado essa decisão, porque quando saí do PSG estava procurando tempo de jogo e, mesmo não tendo chegado onde estou hoje, alcancei meu objetivo. | ” |
| — Nkunku em 2022. | |   |

### RB Leipzig

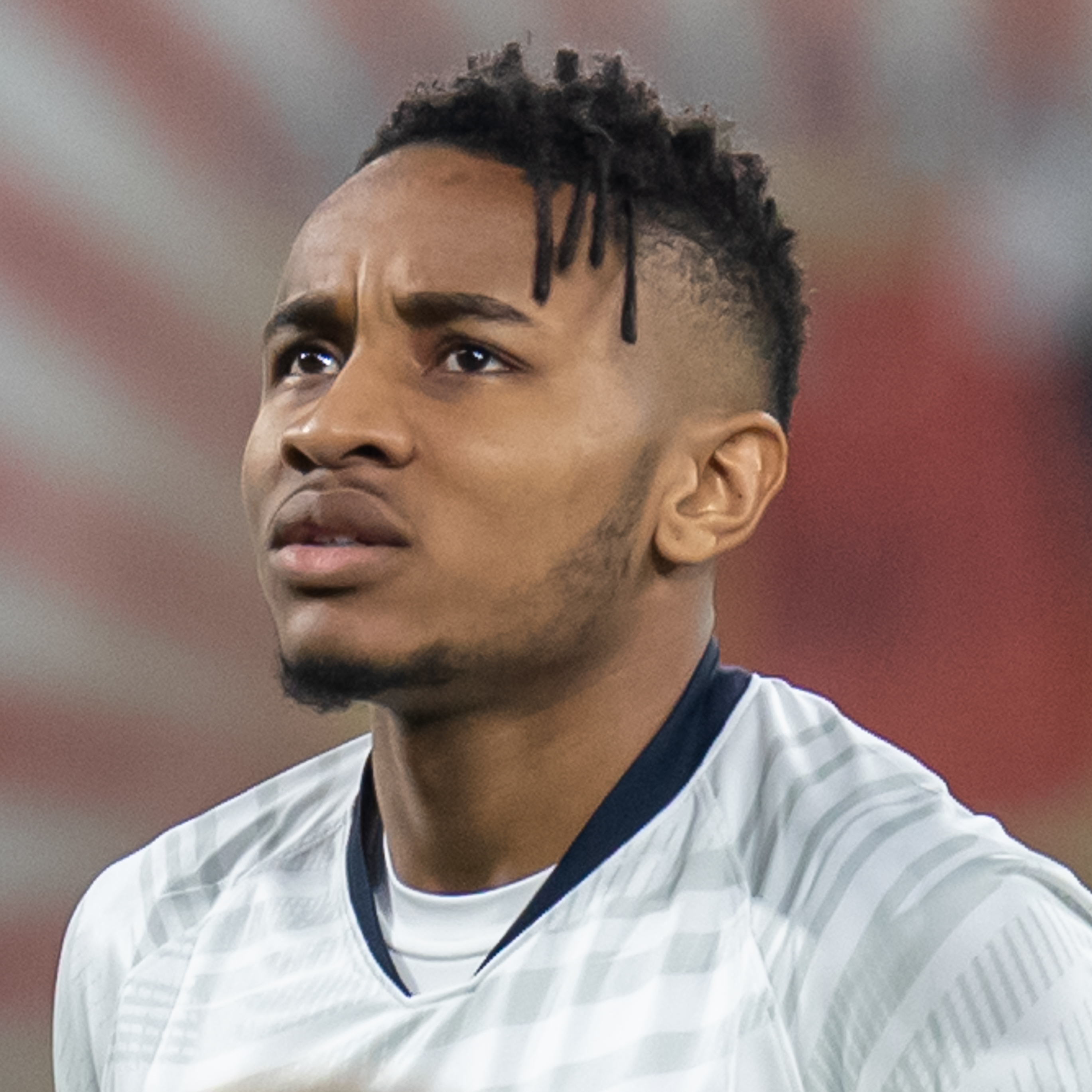
Nkunku na sua temporada de estreia pelo Leipzig.

Em julho de 2019, Christopher assinou com o RasenBallsport Leipzig por cinco temporadas.
Já em seu primeiro jogo com a equipe na Bundesliga, Christopher conseguiu balançar as redes. Na ocasião, substituindo Timo Werner, o jogador entrou no segundo tempo e fechou a goleada por 4 a 0 diante o Union Berlin. Ao longo da época, o jogador viria a fazer mais quatro gols, contudo, destacou-se principalmente pelos seus passes. Em 32 partidas, Nkunku conseguiu fazer 13 assistências, ficando somente atrás de Jadon Sancho (16) e Thomas Müller (21) nesse quesito na Liga.
Na Bundesliga de 2020–21, o jogador tivera números mais contidos. Ele chegou a superar sua marca de gols, tendo balançado as redes adversárias seis vezes, mas não conseguiu repetir o elevado número de assistências, já que também atingiu o número de meia dúzia.
Porém, o atleta voltou a ter um alto rendimento na Bundesliga de 2021–22, após ter mudado completamente o seu estilo de jogo. Logo que chegou na equipe, fizera muitas partidas como meio-campista, como ele havia sido formado anos antes na França, contudo, na reta final da última Bundesliga, Nkunku já trabalhara de maneira mais avançada e passou a participar de mais gols ao longo da época 2021–22.
| “                                | Eu quero evoluir todos os dias. Então onde disserem que tenho de jogar, vou jogar, e eu queria melhorar em cada posição. Essa é a minha forma de encarar as coisas e a razão pela qual pude marcar muitos gols após trocar de posição. | ” |
| — Nkunku sobre mudar de posição. | |   |

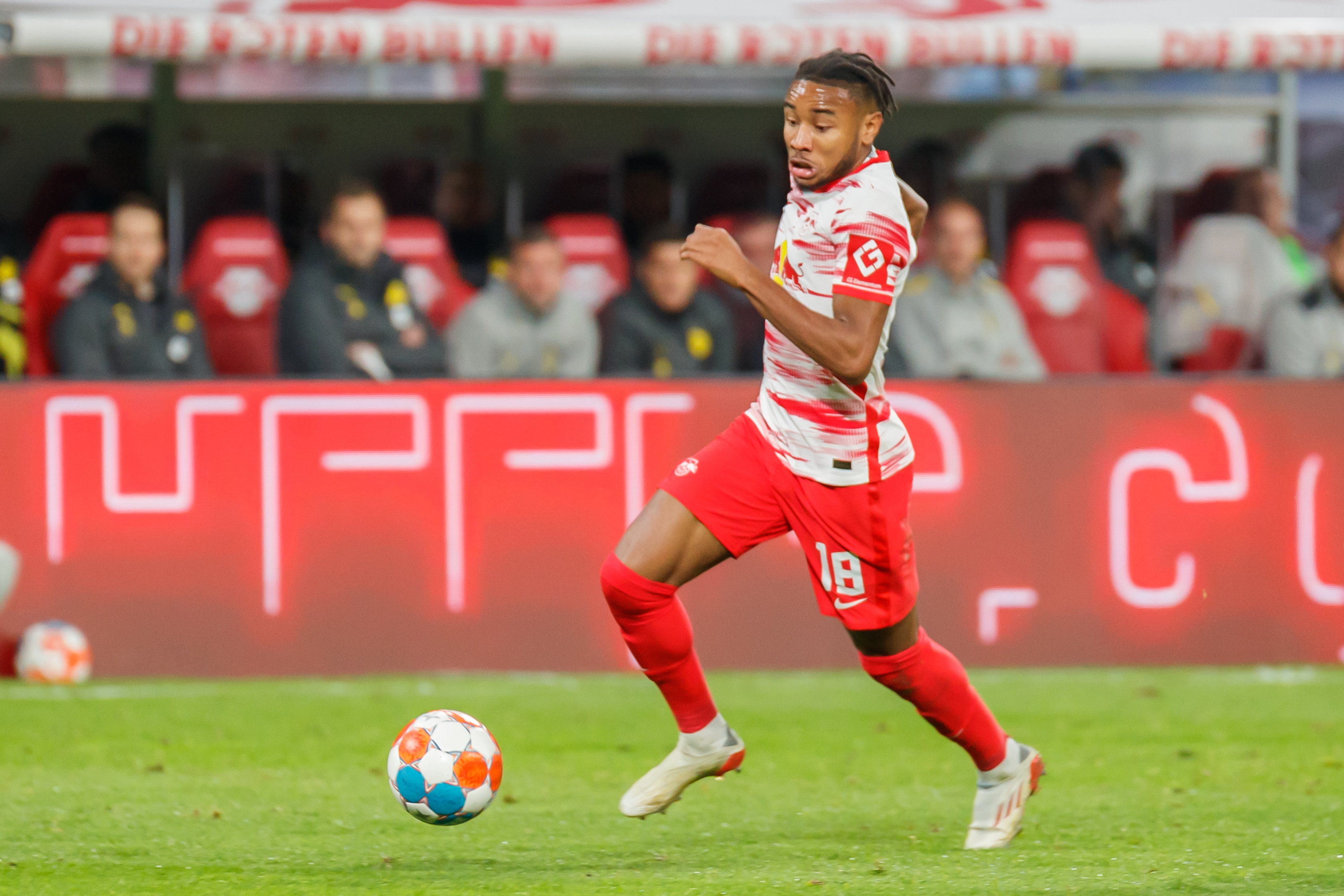
Nkunku em 2021.

A vontade de evolução do jogador rendeu muitos frutos positivos para ele. Jogando principalmente como Segundo atacante, Nkunku tratou de ter sua fase artilheira, marcando três dobletes ao longo do Campeonato Alemão, e terminou a temporada com 20 gols e 13 assistências; cinco a menos que o principal passador da temporada Thomas Müller. Apesar de ter balançado a rede em tantas oportunidades, ele não chegou perto da artilharia porque Erling Haaland (22), Patrik Schick (24) e Robert Lewandowski (35) superaram o francês nesse quesito.

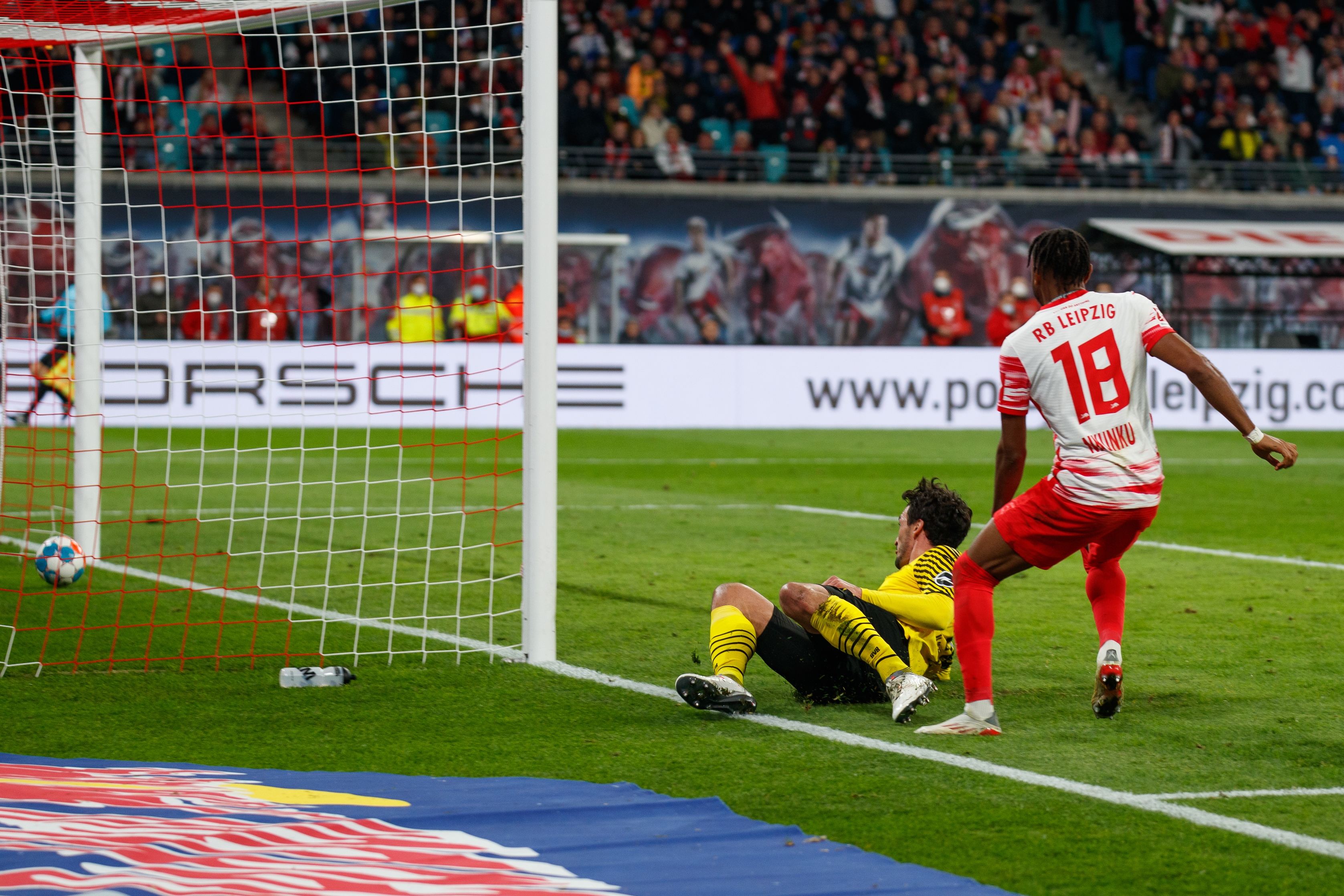
Nkunku fazendo um gol no Borussia Dortmund.

Por conta do seu magnífico desempenho nos gramados da Alemanha, o jogador conseguiu receber diversos prêmios naquela época. Nos meses de outubro de 2021, fevereiro, março e abril de 2022 o francês recebera o prêmio de Melhor Jogador do Mês da Bundesliga. Além disso, foi eleito o Melhor Jogador do Campeonato e também esteve presente no Time do Torneio da Revista Kicker e da EA Sports Bundesliga.
Ainda em 2022, o jogador foi reconhecido pela France Football como um dos 25 Melhores Jogadores do Mundo na temporada 2021–22. Desse modo, estando na colocação citada, Nkunku empatou no número de pontos com nomes como Antonio Rüdiger, Darwin Núñez, Joshua Kimmich, entre outros.
Enquanto fazia sua exímia temporada, o seu clube formador, o PSG, teve um forte interesse em repatriá-lo. Contudo, a equipe da Alemanha buscava fazer uma venda no valor de 50 milhões de euros pelo atleta, algo que os franceses não aceitaram.
Em sua última Bundesliga disputada, Nkunku era novamente um goleador. Nos seus 15 primeiros jogos, isto é, antes de uma lesão no joelho o acometer em novembro de 2022, o francês conseguiu chegar a marca de 12 gols; com destaque para seus três dobletes diante o VfL Wolfsburg, VfL Bochum e TSG 1899 Hoffenheim.
A fase do atacante era muito boa, mas a forte lesão no joelho tirou dele a oportunidade de estar com o elenco francês na Copa do Mundo FIFA de 2022. Na ocasião, diferentemente das edições anteriores, a competição foi disputada no final do ano por conta do rigoroso verão que se fazia presente na metade do ano no Catar. A lesão no joelho do jogador aconteceu em um treino com a Seleção Francesa, onde disputou uma bola com Eduardo Camavinga.
| “                                                                     | Ontem à tarde, após os exames médicos, tive que deixar o 'Blues' e desistir do Mundial. Agora é a hora de trabalhar com o único objetivo de voltar ainda mais forte. Uma reflexão para o colega Eduardo Camavinga, injustamente apontado. A Copa do Mundo deve ser um momento de comunhão e não de divisão. Obrigado a todos os funcionários e meus companheiros de equipe por seu apoio. Serei seu primeiro apoiador, deixe-nos orgulhosos! | ” |
| — Nkunku sobre ficar de fora da Copa do Mundo por conta de uma lesão. | |   |

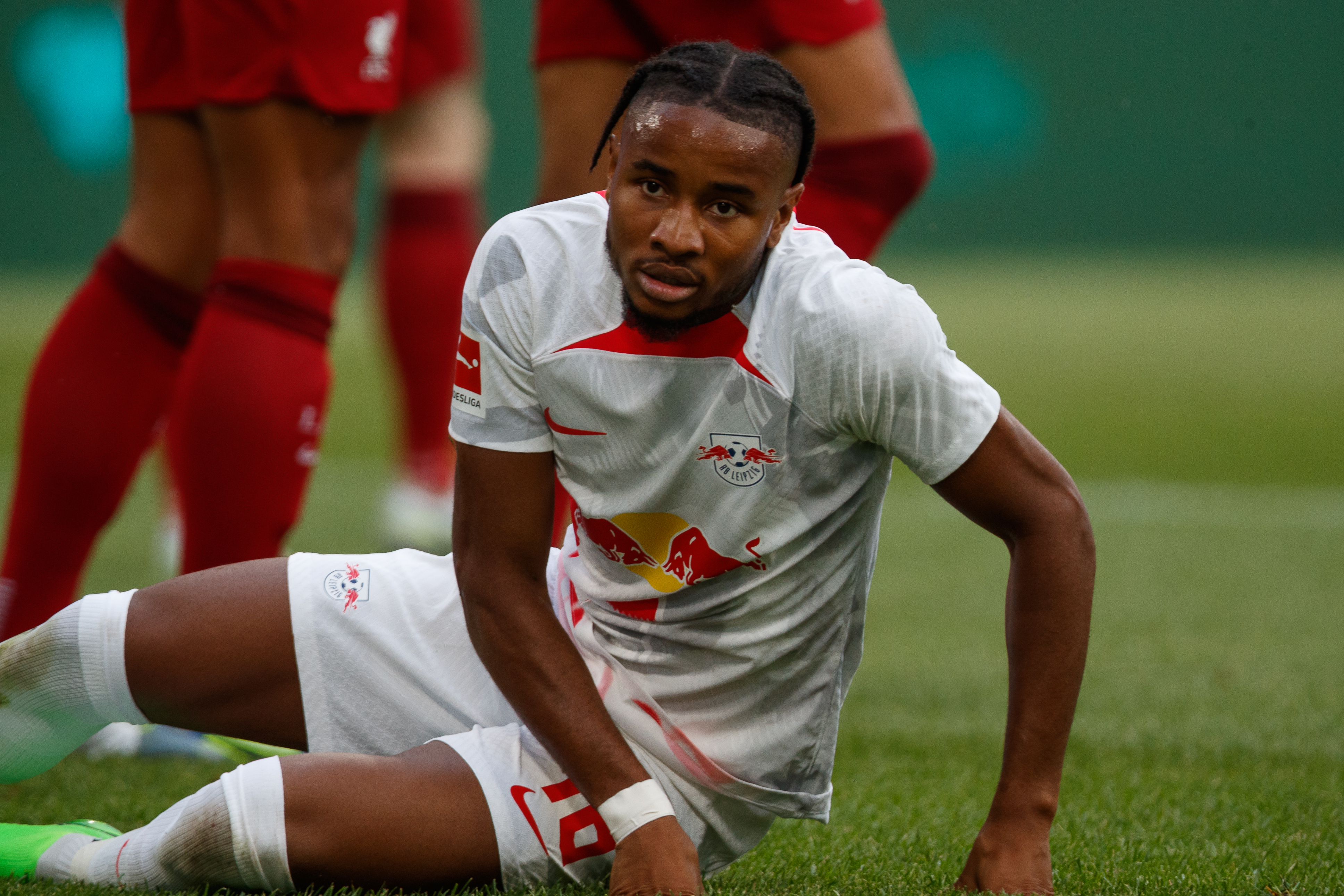
Nkunku em 2022.

Retornando dos gramados, o jogador logo tivera outra lesão, mas ainda conseguiu terminar a temporada com 16 tentos; tornando-se o artilheiro da Bundesliga – empatado com Emil Forsberg. E por conta do bom desempenho, conseguiu estar na Equipe do Ano da Bundesliga pela Revista Kicker.
Entre suas boas performances no Campeonato Alemão, Nkunku também conseguia avançar na Copa da Alemanha com frequência. Em quatro temporadas no time, o francês disputou a final três vezes, tendo vencido as duas últimas edições.
Após passar em branco nas duas primeiras edições de Copa da Alemanha, Nkunku marcou seu primeiro gol na competição na primeira partida da Copa na temporada 2021–22. No restante da competição, ele voltaria a marcar duas vezes diante o Hannover 96, pelas quartas, e empatou o jogo em 1 a 1 na decisão diante o Freiburg. Na disputa por pênaltis, ele novamente acertou o gol e viu sua equipe comemorar ao fim das batidas.
Na edição seguinte, marcou gol em todos os três jogos que disputara. Destaque para o jogo final, onde abriu o placar e deu uma assistência para Dominik Szoboszlai fechar o placar em 2 a 0 diante o Eintracht Frankfurt.

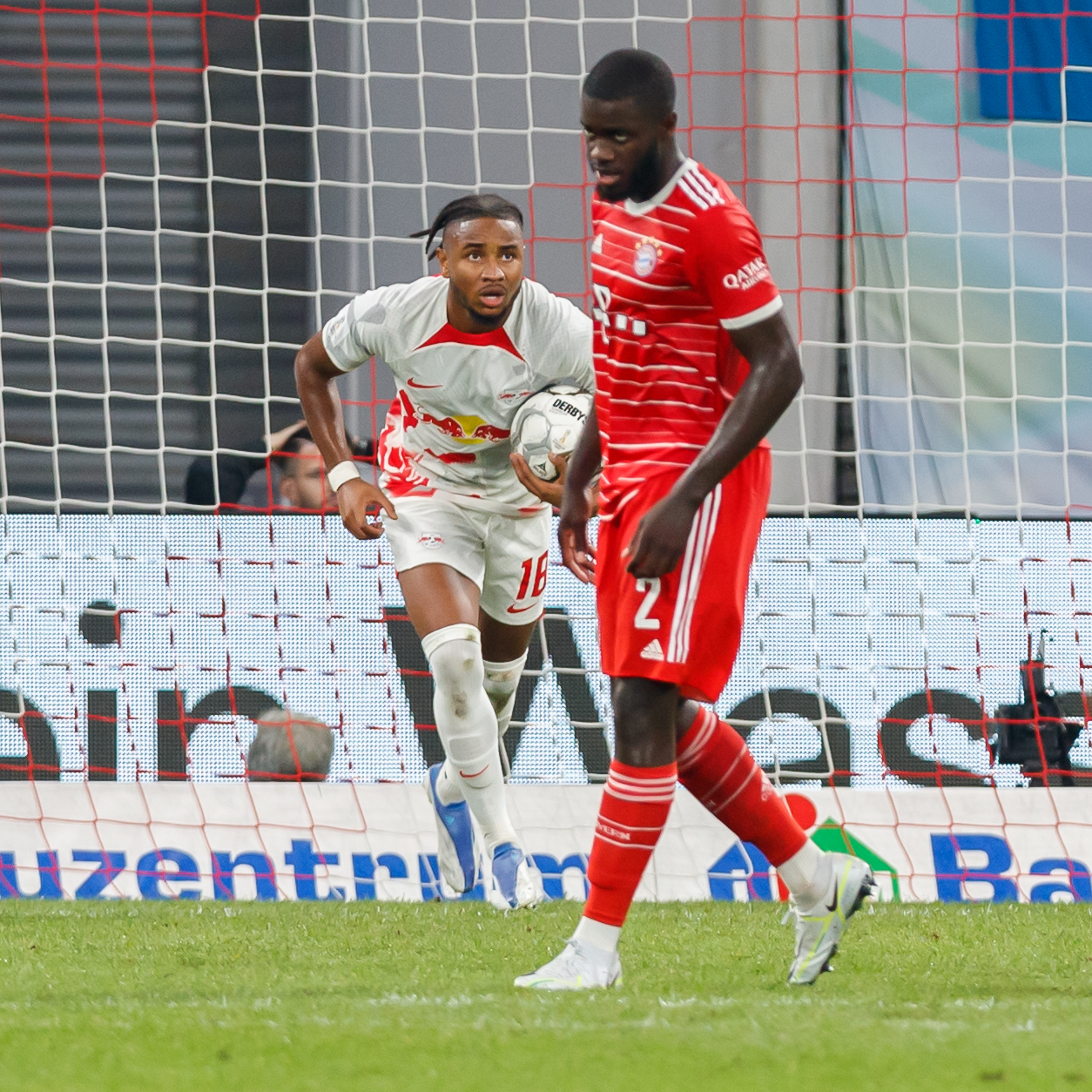
Nkunku pegando a bola no fundo do gol após marcar um tento diante o Bayern na Supercopa da Alemanha.

Por conta do título da Copa da Alemanha de 2021–22, o jogador teve a oportunidade de disputar a Supercopa da Alemanha de 2022 contra o Bayern de Munique. Na partida, Nkunku enfrentaria a equipe de seu antigo treinador Julian Nagelsmann e atuou na decisão por 90 minutos. A equipe da Baviera começou a partida vencendo por 3 a 0, mas Marcel Halstenberg, o próprio Nkunku e Dani Olmo conseguiram chegar aos 89 minutos com a diferença em um gol no placar de 4 a 3. Todavia, nos acréscimos Leroy Sané ampliou o placar e garantiu o título ao clube de Manuel Neuer.
As consistentes campanhas do clube na Bundesliga levaram Christopher a disputar a Champions League durante as quatro temporadas em que esteve na Alemanha. Em sua primeira edição, o jogador não conseguiu marcar gols, mas pôde chegar até a semifinal. Na partida, o jogador enfrentou o PSG, mas o time de Neymar e Kylian Mbappé superaram os alemães por 3 a 0.
Na Liga dos Campeões da UEFA de 2020–21, o francês marcou seu primeiro gol na competição ao estufar as redes do seu ex-clube francês. Todavia, o time não conseguiu superar o Liverpool nas oitavas de final e foram eliminados precocemente.
Uma edição depois, Nkunku viria a ter grandes performances em uma campanha pior do que a anterior. Ele estreou na edição marcando um Hat Trick contra o Manchester City em uma derrota por 6 a 3 no Etihad Stadium. No jogo seguinte, em uma nova derrota, marcou mais um tento diante o Club Brugge, da Bélgica. No restante da competição, ele viria a marcar novamente contra o PSG e fizera um doblete diante o time belga na primeira vitória dos alemães na Fase de Grupos. Porém, o time não somou pontos o suficiente e foi eliminado antes mesmo das Oitavas.
Pela Liga dos Campeões da UEFA de 2022–23, a equipe surpreendeu na Fase de Grupos. Após começar perdendo os dois primeiros jogos, respectivamente, para o Shakhtar e para o Real Madrid; a equipe fizera os próximos quatro jogos somando três pontos. Nkunku marcou uma vez em cada partida diante o Celtic, o time ucraniano e os Merengues no returno.
Quando marcou seu tento contra o Shakhtar, o jogador fizera sua mais icônica comemoração de gol. Logo que marcou seu gol, em menos de dez minutos de jogo, o francês se dirigiu até a parte de trás do gol adversário e apanhou um balão vermelho e, com ele cheio, o pôs sob a boca e levantou a nuca com os braços abertos.

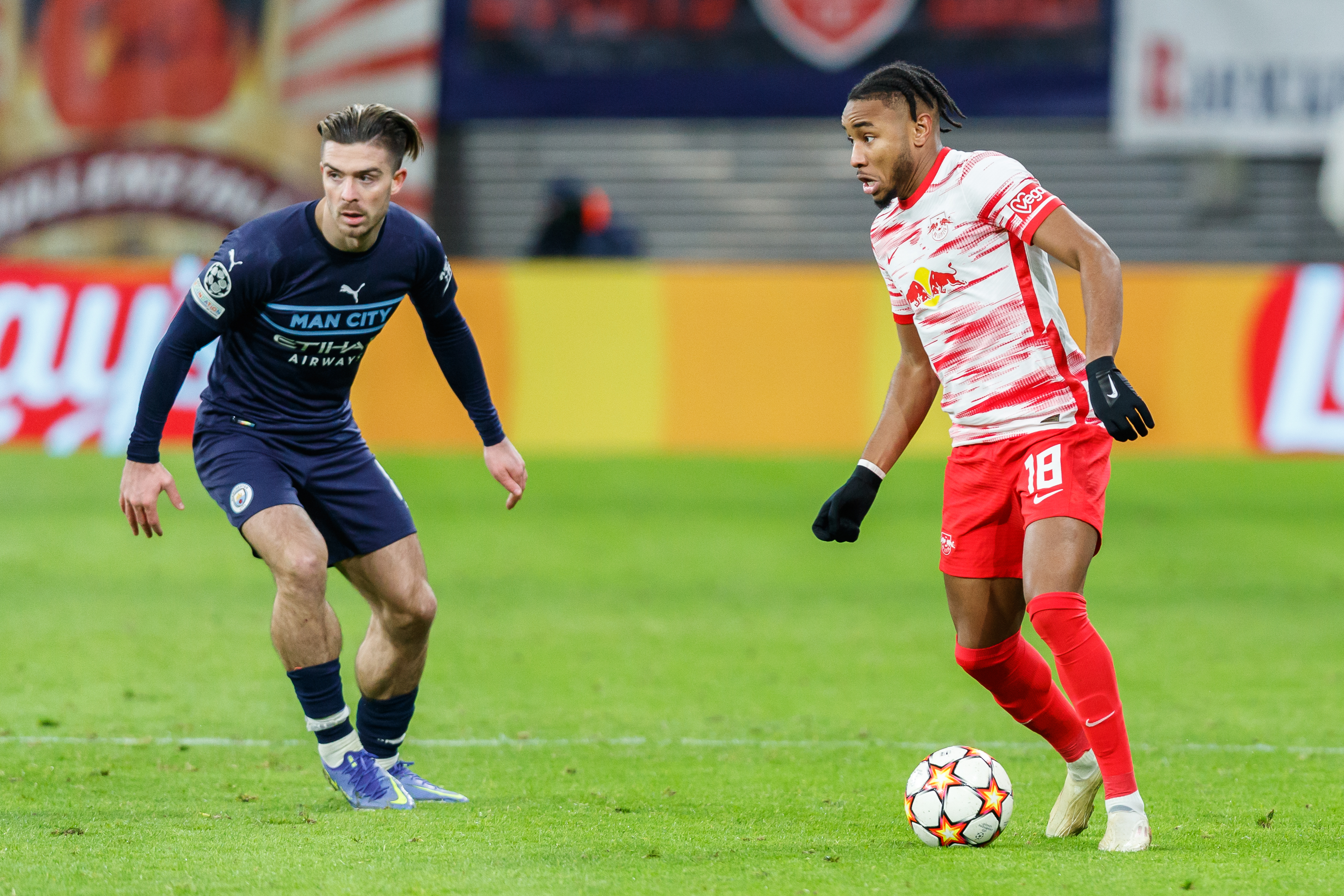
Nkunku e Jack Grealish em confronto pela Liga dos Campeões.

Em entrevista, Christopher afirmou que tinha realizado essa comemoração como uma homenagem para seu filho que gosta muito de balões.
A campanha, porém, foi interrompida novamente nas Oitavas; quando os Citizens de Pep Guardiola eliminaram os alemães com uma goleada no jogo de volta por 7 a 0 (sem Nkunku em campo por conta de lesão).
Por conta da irregular campanha na edição de 2021–22 da Liga dos Campeões, onde foram eliminados na Fase de Grupos, o Leipzig precisou disputar os 16 avos da Liga Europa daquela época. Lá, Christopher marcou um gol nessa Fase diante a Real Sociedad; e repetiu os feitos contra a Atalanta, onde fizera um doblete; e na semifinal contra o Rangers. Apesar do tento contra os escoceses, eles conseguiram reverter o placar de 1 a 0 do jogo de ida e puderam garantir sua classificação à final fazendo um favorável placar agregado de 3 a 2 no jogo de volta.
Após quatro temporadas na equipe alemã, onde marcou 70 gols e deu 46 assistências em 170 jogos, o francês deixou a equipe para rumar à Premier League.

### Chelsea
No dia 20 de junho de 2023, o Chelsea anunciou a contratação de Nkunku pelo valor de 60 milhões de euros em um contrato de seis temporadas.

## Títulos
Paris Saint-Germain
- Campeonato Francês: 2015–16, 2017–18, 2018–19
- Supercopa da França: 2016, 2018
- Copa da Liga Francesa: 2016–17, 2017–18
- Copa da França: 2016–17, 2017–18

RB Leipzig
- Copa da Alemanha: 2021–22, 2022-23

Chelsea
- Liga Conferência da UEFA: 2024–25[64]
- Mundial de Clubes FIFA: 2025[65]

### Prêmios individuais
- 48º melhor jovem do ano de 2017 pela revista FourFourTwo.[66]
- Jogador do Mês da Bundesliga: Outubro de 2021, Fevereiro de 2022, Março de 2022, Abril de 2022
- Jogador do Ano da Bundesliga: 2021–22
- Equipe do Ano da Bundesliga: 2021–22,
- Equipe do Ano da Bundesliga (Kicker): 2021–22, 2022–23
- Futebolista Alemão do Ano: 2022
- 25º Colocado na Ballon d'Or 2022 (France Football)

### Artilharias
- Bundesliga de 2022–23 (16 gols)